# Lubawka
Lubawka (niem. Liebau) – miasto w województwie dolnośląskim, w powiecie kamiennogórskim, siedziba władz gminy miejsko-wiejskiej Lubawka, w Bramie Lubawskiej, u podnóża Gór Kruczych (Góry Kamienne) w Sudetach Środkowych. Największe pod względem powierzchni (22,44 km²) miasto powiatu kamiennogórskiego (255. miejsce w kraju). Miasto należy do aglomeracji wałbrzyskiej. 
Historycznie leży na Dolnym Śląsku. W latach 1975–1998 miasto administracyjnie należało do województwa jeleniogórskiego. Miasto leży nad Bobrem i Czarnuszką. Przez Lubawkę przebiega droga krajowa nr 5. W 2023 roku do użytku zostanie oddana droga S3 z Lubawki do Świnoujścia (docelowo).
Według danych GUS z 1 stycznia 2023 r. miasto liczyło 5617 mieszkańców (530. miejsce w kraju).

## Historia

### Średniowieczne dzieje Lubawki

#### Nadanie praw miejskich

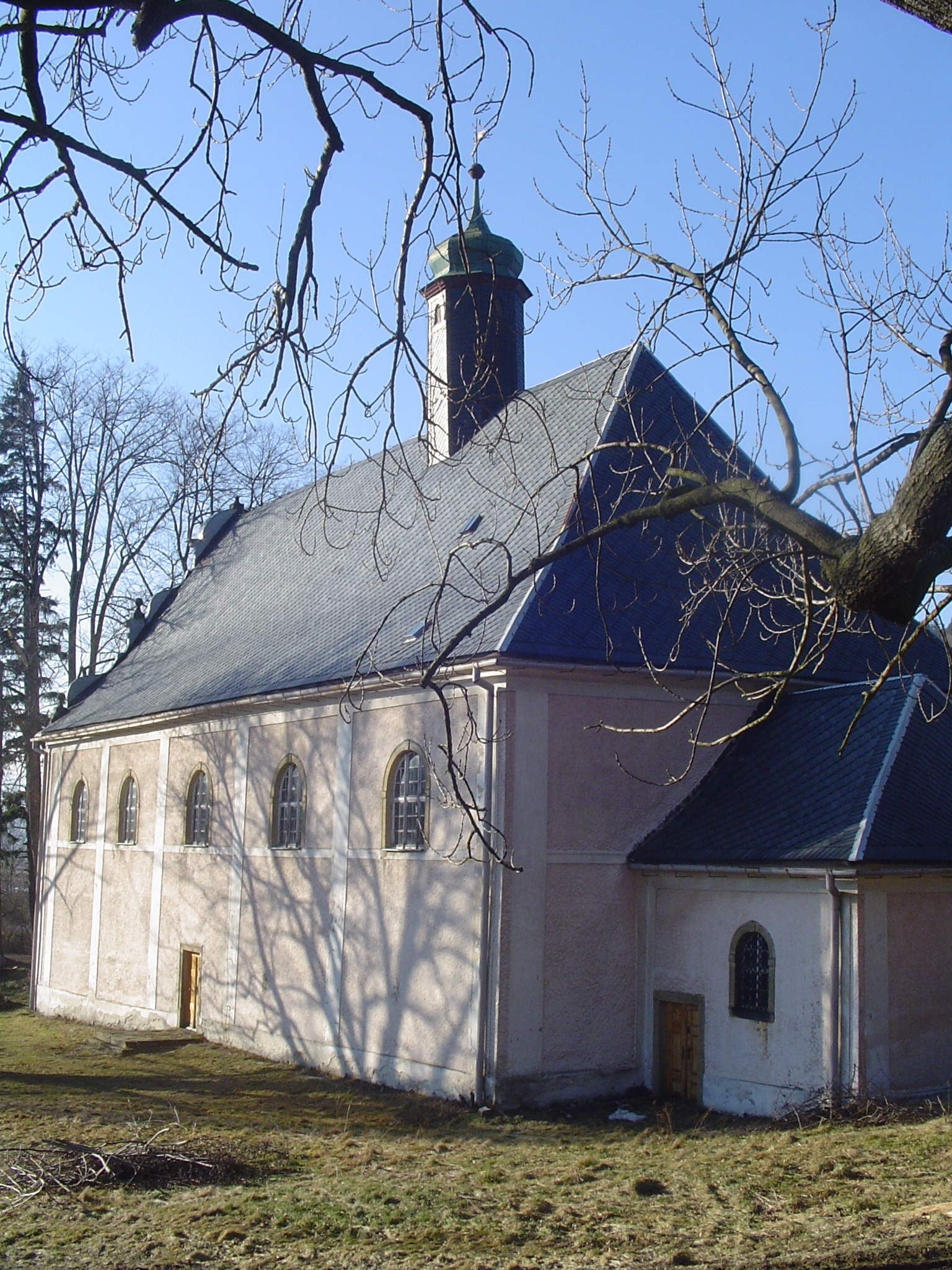
Kościół filialny pw. św. Krzysztofa w Lubawce – Ulanowicach, powstał na zlecenie opata krzeszowskiego Bernharda Rosy

Położenie Lubawki w pobliżu jednego z najniższych przejść przez Sudety, którędy biegła niegdyś jedna z dróg łączących ziemie Europy północnej i południowej, miało bardzo duży wpływ na losy miasta. Nie wiadomo dokładnie, kiedy na terenie dzisiejszej Lubawki osiedlili się pierwsi ludzie. Najstarsze odkrycia śladów działalności człowieka na tych terenach sięgają epoki neolitu. Przypuszcza się, że pierwsza osada istniała tu już w X wieku (plemię Bobrzan), ale fakt ten nie ma potwierdzenia w dokumentach. Najstarsza wzmianka historyczna, w której pojawia się nazwa Lubavia, pochodzi z roku 1284. Najprawdopodobniej osada istniała tu dużo wcześniej, a w roku 1293 odnotowano w niej siedzibę wójta, co potwierdza lokowanie miasta na prawie niemieckim. Stąd, za przypuszczalną datę nadania praw miejskich, zwykło się przyjmować rok 1292. Wtedy to książę świdnicko-jaworski Bolko I przekazał okoliczne tereny cystersom z Krzeszowa. Miasto pozostało własnością zakonu aż do jego sekularyzacji w roku 1810.

#### Geneza nazwy miejscowości
Nazwa miejscowości zapisywana była początkowo Lubavia i wywodzi się od słowa „lubić” w języku słowiańskim. Analiza nazw miejscowości i gmin dowodzi, że Lubawka miała w historii wiele nazw: Lubavia (1284-1290), Civitas Lubavia (1292), Lubavia (1301-1328), Lobow (1355), Lubow (1367), Lubau (1563), Libau (1561), Liebau (1576), Liebenau (1743) w XIX w. zastąpiona została spolszczoną nazwą Lubawa, Libawa. Zgermanizowaną nazwę Liebau in Schlesien próbowano wyjaśnić jako „miłą dolinę” (Liebe Aue) nad Bobrem i potokiem Czarnuszka. Stąd nasuwa się przypuszczenie, że pierwotna słowiańska nazwa odnosiła się zapewne do rzeki, a wtórnie została przeniesiona na osadę. Lubawa była więc topograficzną nazwą z przyrostkiem -awa, często używanym do tworzenia nazw wodnych. Możliwe było również jej przeniesienie z innych okolic, na przykład: czeska wieś Libava, miasto Lubawa w północno-wschodniej Polsce, łużyckie Lubij (Lubaw – 1221, Libaw – 1397, Löbau).

#### Wzmocnienie znaczenia miejscowości i przejście pod panowanie Czech
Ponieważ w owym czasie podróż z Kamiennej Góry do granicy Czech trwała nawet dwa dni, rolę miasta, które powstało przy handlowym szlaku było m.in. udzielanie schronienia licznie przemierzającym te tereny kupcom oraz ochrona ich towarów przed grabieżą. Tę ważną funkcję pełniła Lubawka na długo przed otrzymaniem praw miejskich i przekazaniem jej cystersom z Krzeszowa. Księstwo Świdnickie, w skład którego wchodziła także Lubawka, było wierne koronie polskiej do roku 1392, po czym przeszło we władanie czeskie. Wojny husyckie (1425, 1431) zniszczyły i spustoszyły miasto, nieposiadające murów obronnych. Cały XV wiek był dla tych terenów niezbyt szczęśliwy. Wojny, najazdy, klęski żywiołowe i epidemie, dziesiątkowały mieszkańców i rujnowały miasto, uniemożliwiając jego rozwój gospodarczy.

### Lubawka pod panowaniem Habsburgów

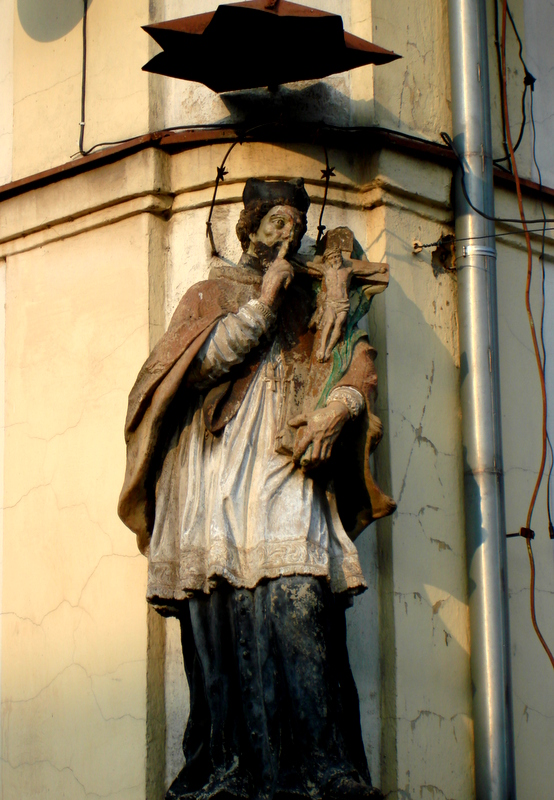
Figura św. Jana Nepomucena z 1727 r. na lubawskim rynku

#### Wojna trzydziestoletnia
W 1526 roku w Czechach obejmuje władzę austriacka dynastia Habsburgów (Ferdynand I). W ten sposób Śląsk, a co za tym idzie, także Lubawka, staje się częścią monarchii habsburskiej. Wiek XVI był względnie spokojny i szczęśliwy dla miasta, które zaczęło rozwijać się gospodarczo dzięki tkactwu lnu. Ten pomyślny okres rozwoju, przerwała wojna trzydziestoletnia. Wprawdzie na jej początku życie gospodarcze toczyło się w miejscowości bez zakłóceń, niemniej jednak kryzys gospodarczy, spowodowany m.in. biciem bezwartościowego pieniądza (co prowadziło do wzrostu cen i ograniczenia handlu), zahamował rozwój miasta. Na domiar złego, w roku 1646 wojska szwedzkie, pod dowództwem gen. Arvida Wittenberga, obrały sobie Lubawkę za miejsce kwaterunku. Szwedzi splądrowali miasto. To, czego nie zrobiły wojska szwedzkie, dokończyli żołnierze cesarscy. Skutkiem tego Lubawkę opuścili wszyscy mieszkańcy i miasto przez ponad pół roku było zupełnie wyludnione.

#### Początki tkactwa w mieście
Po zakończeniu wojny zaczęła się rozwijać na tym terenie produkcja płótna i handel nim. Pozwoliło to na podźwignięcie się Lubawki ze zniszczeń wojennych. Prawdziwe ożywienie gospodarcze miasta i jego rozwój miały miejsce dopiero w XVIII wieku. Otwarcie wolnego portu w Trieście spowodowało, że Lubawka znalazła się na drodze tranzytowej ze Śląska do krajów naddunajskich. Rozwijały się rzemiosło i handel, rosły w siłę cechy rzemieślników. Niestety, miasta nie opuszczały klęski żywiołowe.

#### Wielki pożar w 1734 r.

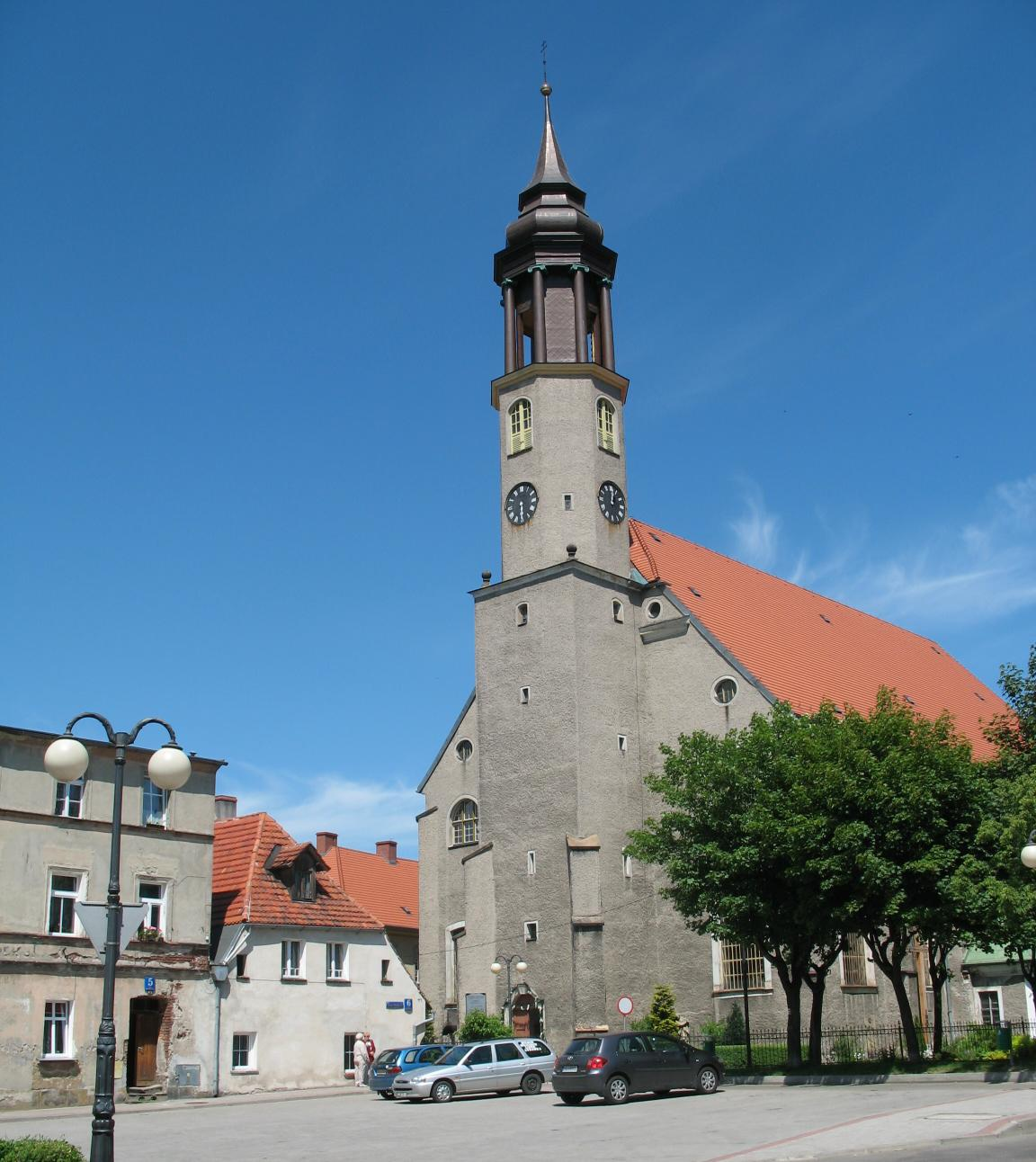
Kościół Wniebowzięcia NMP z obrazem Ucieczka grzeszników F.A. Schefflera, z XVIII w.

Powodzie, epidemie i pożary wielokrotnie nawiedzały Lubawkę. Najtragiczniejszym okazał się pożar 11 października 1734 r., kiedy to na skutek umyślnego podpalenia, spłonęło doszczętnie prawie całe miasto, wraz ze szkołą, kościołem, plebanią i ratuszem. Mieszkańcy, którym pomocy udzielili cystersi, schronili się w Krzeszowie oraz Chełmsku Śląskim. Klasztor dostarczył ubrań, żywności i udzielił mieszkańcom Lubawki bezprocentowych pożyczek na odbudowę domostw. Miasto, przed pożarem drewniane, zostało odbudowane jako murowane – materiały budowlane zostały dostarczone przez klasztor z należących do niego cegielni i lasów. W latach 1736–1737 odnotowano w mieście największą powódź. Wtedy to, po zalanych wodą ulicach pływały pstrągi. Stąd też wizerunek ryby znalazł się w herbie Lubawki.

### Pod władzą pruską

#### Początek samorządności mieszkańców

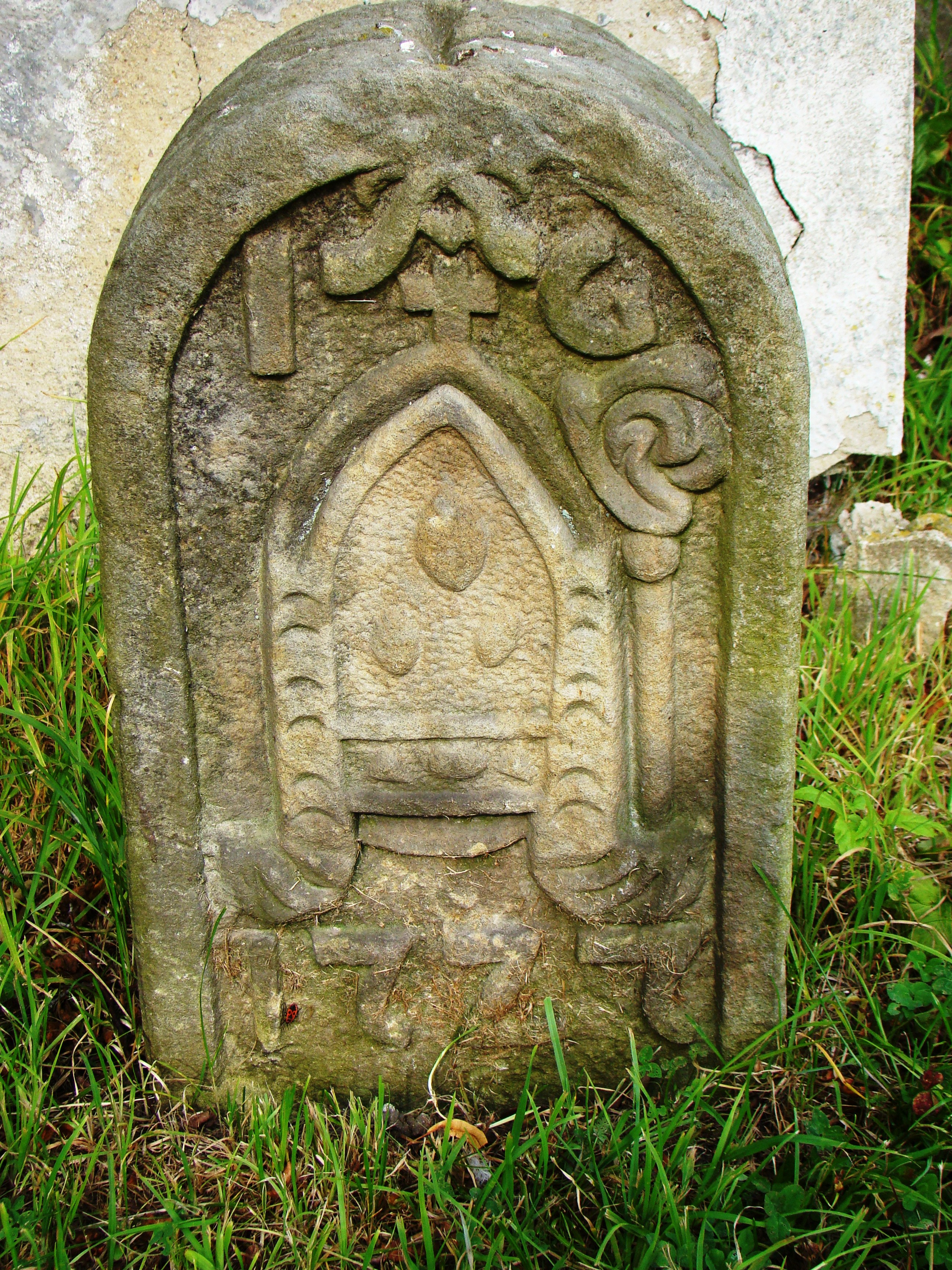
Kamień graniczny ziem opactwa

W 1763 r. okoliczne tereny, wraz z miastem, przeszły pod panowanie pruskie. Cystersi powoli zaczęli tracić pełną władzę nad miastem, w którym powstał niezależny samorząd. W 1784 r. w Lubawce było 269 domów, w tym 8 budynków publicznych oraz młyn wodny, młyn do mielenia kory dębowej, 4 bielniki, folusz i magiel. Wśród mieszkańców było 406 mieszczan, a między nimi blisko 100 rzemieślników, w dużej mierze związanych z tkactwem i płóciennictwem. Wymieniano aż 101 tkaczy, którzy mieli 149 krosien. Rzemieślników innych branż było według różnych szacunków od 51 do około 100. Zamieszki wywołane przez tkaczy w Kamiennej Górze i Chełmsku Śląskim, spowodowane ich bardzo ciężką sytuacją bytową, dotarły również do Lubawki. W dniach 24–27 marca 1793 r. w mieście doszło do zajść, z którymi władze szybko się uporały.

#### Sekularyzacja zakonu cystersów

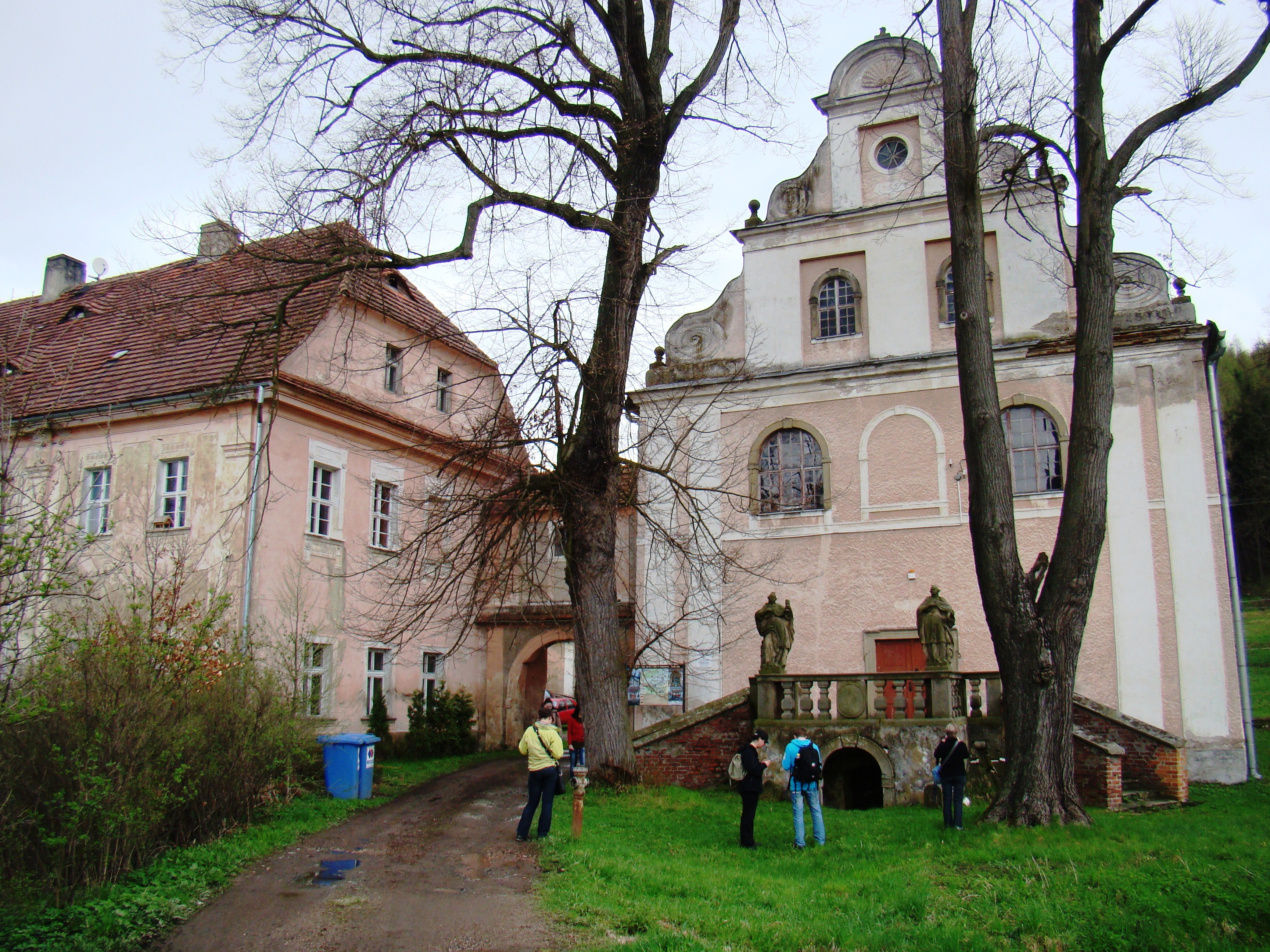
Dawny pałac opata i kościół

Znaczącą datą w dziejach miasta jest rok 1810, kiedy to nastąpiła likwidacja zakonu cystersów oraz jego wywłaszczenie. Lubawka oraz Chełmsko Śląskie, należące wówczas do opactwa krzeszowskiego, mogły zacząć rozwijać się samodzielnie. W tym czasie miasto zamieszkiwało ponad 1500 osób, o połowę mniej niż sąsiadującą Kamienną Górę. Okres tuż przed i w czasie Wiosny Ludów zapisał się w kronikach miasta wystąpieniami chłopów, mieszczan i robotników, a nawet próbami organizowania oddziałów do walki zbrojnej. Niemniej jednak, z życia politycznego Śląska, Lubawka została wyeliminowana, wskutek kolejnego wielkiego pożaru, który miał miejsce 17 września 1848 r. Zniszczył on doszczętnie około 150 domów i budynków gospodarczych. Ponad 600 osób straciło wówczas dach nad głową. Mieszkańcy, zamiast na polityce, skoncentrowali się więc na pomocy dla pogorzelców oraz odbudowie miasta.

#### Intensywny rozwój miasta

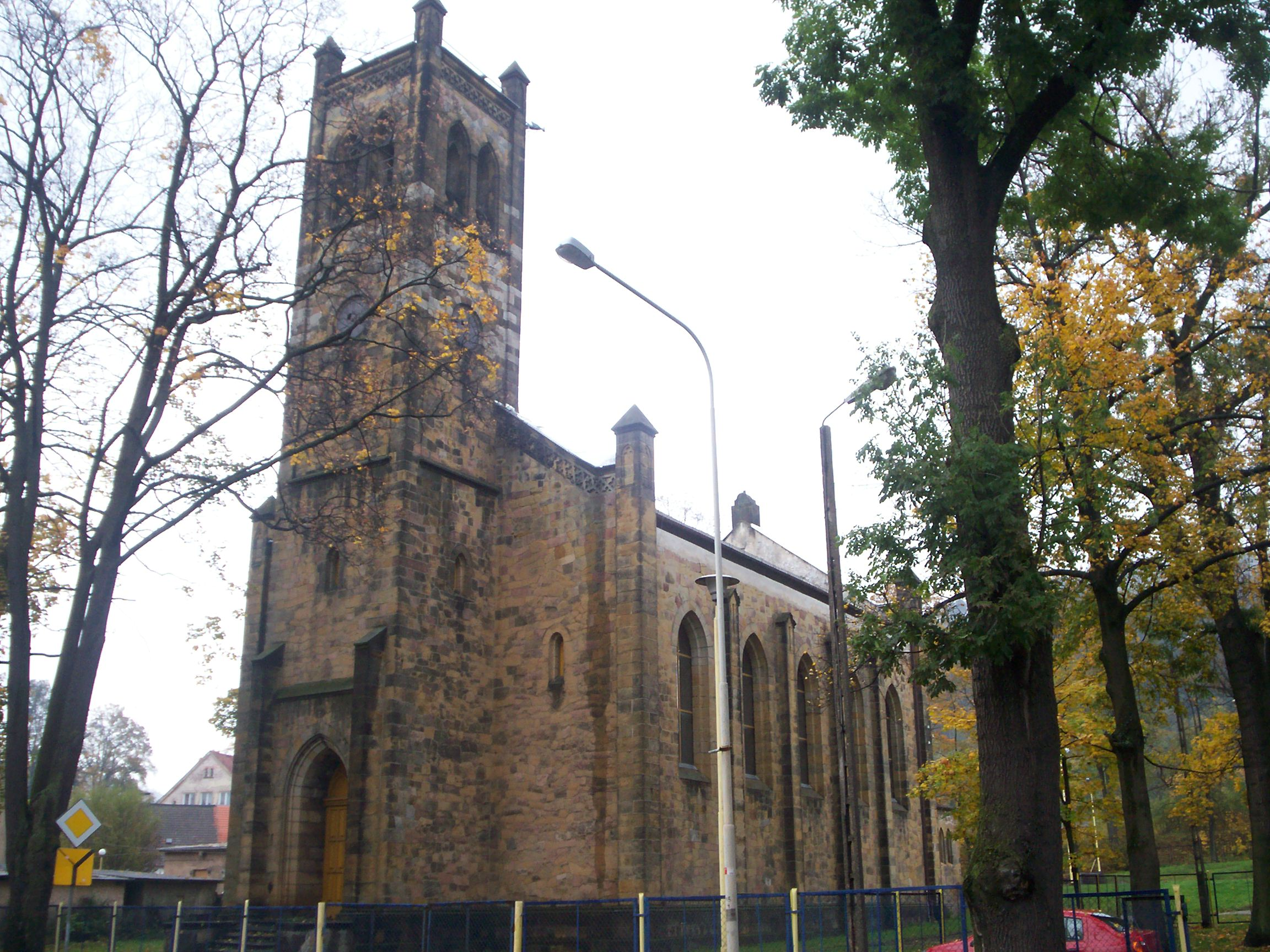
Kościół ewangelicki Imienia Krzyża Chrystusa

W 1857 i 1865 uruchomiono w Lubawce przędzalnie mechaniczne. Duże znaczenie dla rozwoju miasta miało doprowadzenie w 1867 roku z Sędzisławia linii kolejowej i przedłużenie jej do Czech. W wyniku wprowadzenia w państwie pruskim w 1879 roku cła ochronnego, jeszcze długo w mieście, obok tkalni mechanicznych, istniało tkactwo ręczne. Od 1862 r. rozwijało się w okolicy górnictwo węgla kamiennego, osiągający wydobycie na poziomie 20 tysięcy ton rocznie. Nigdy jednak miejscowe wydobycie nie dorównało innym zagłębiom dolnośląskim i tym po stronie czeskiej. W 1871 roku miasto liczyło 319 budynków, w 1873 roku powstała lokalna gazownia, a około 1890 roku wśród licznych już zakładów wymieniano m.in. wielką tkalnię, wytwórnię celulozy i wyrobów celulozowych oraz hutę szkła. W 1912 roku w Lubawce powstała mała wytwórnia lotnicza Etrich-Flieger-Werke, produkująca samoloty Taube, lecz powstało ich tylko 12–15 sztuk. Ze względu na przejście graniczne (kolejowe i drogowe) Lubawka cieszyła się znacznym zainteresowaniem turystów. Jej Góry Krucze uznawane były za malownicze zakątki. Z miastem, w którym działała sekcja Towarzystwa Karkonoskiego (RGV Riesen- und Inser Gebirgsverein), związany był, bardzo znany autor przewodników turystycznych – Wilhelm Patschovski. Miejscami najczęściej odwiedzanymi przez turystów były: Dolina Miłości, Krucze Skały, kościół ewangelicki ufundowany przez Związek Gustawa Adolfa w 1849 r. oraz kalwaria na Świętej Górze. W mieście działały wszystkie ważne instytucje i urzędy. Uruchomiono także szpital (1864 r.) oraz zmodernizowano kanalizację (1909 – 1910 r.). Zbudowano również szkoły: czteroklasową, dla dzieci ewangelickich (1876 r.) oraz ośmioklasową, dla katolickich (1882 – 1883). Od 1891 roku istniała również koedukacyjna, prywatna szkoła średnia oraz przytułek dla dzieci, prowadzony przez zakonnice. W tym czasie Lubawka była znaną miejscowością turystyczną oraz dość popularnym letniskiem, w którym działało kilkanaście hoteli, gospód i schronisk młodzieżowych. Mimo to miasto stopniowo wyludniało się, przeżywając okres zastoju, który utrzymywał się do początku lat trzydziestych. W okresie międzywojennym powstał w Lubawce szereg obiektów sportowych, z boiskami i zapleczem. Służyły one początkowo sportowcom niemieckim do przygotowań na olimpiadę w Berlinie w 1936 roku, a w późniejszym czasie organizacji Hitlerjugend jako ośrodek szkoleniowo – rekreacyjny.

### II wojna światowa i okres bezpośrednio po niej
W czasie drugiej wojny światowej w mieście istniały obozy pracy przymusowej, a w końcu 1944 utworzono tutaj filię obozu Groß-Rosen w której przebywało ok. 500 kobiet pochodzenia żydowskiego, więźniarek przewiezionych z Oświęcimia. Miasto ominęły zniszczenia, ponieważ nie toczyły się tutaj działania wojenne. Lubawka została zajęta przez wojska radzieckie, wchodzące w skład I Frontu Ukraińskiego, w dniu 9 maja 1945 r. W tym czasie przebywało tu około 6300 rdzennych mieszkańców i około 1000 osób uciekających przed frontem. Konsekwencją umów międzynarodowych, zawartych przez aliantów, było wysiedlenie miejscowej ludności w głąb Niemiec. Na jej miejsce napłynęła ludność m.in. z terenów przyłączonych do Związku Radzieckiego, a także z okolic Nowego Sącza i centralnej Polski. 7 maja 1946 oficjalnie nadano obecną nazwę. W czasach Polski Ludowej w mieście funkcjonowały Zakłady Dziewiarskie Watra, Fabryka Wyrobów Azbestowych Gambit, fabryka mebli, fabryka galanterii metalowej Galmet.

## Zabytki

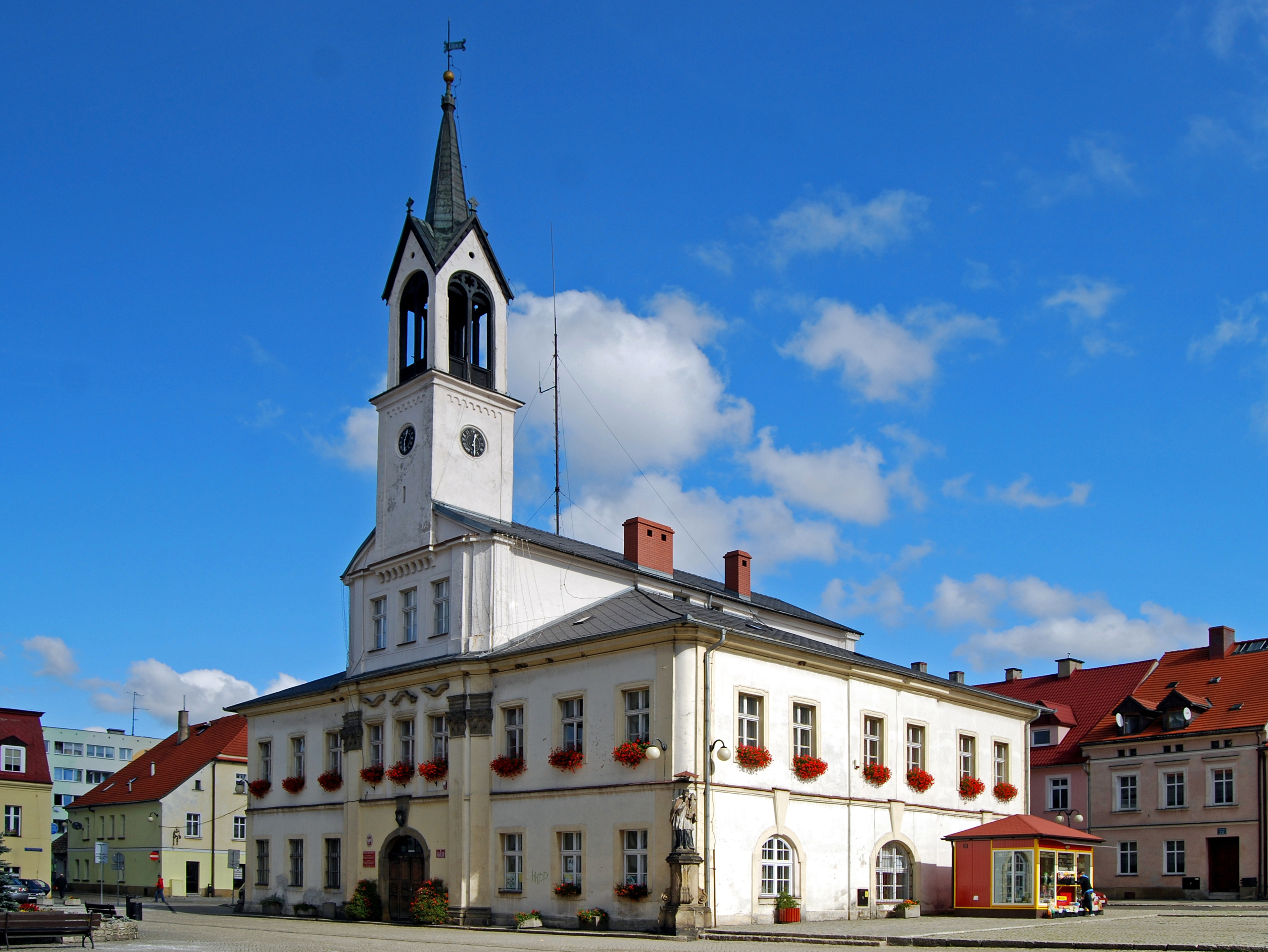
Klasycystyczny Ratusz w Lubawce

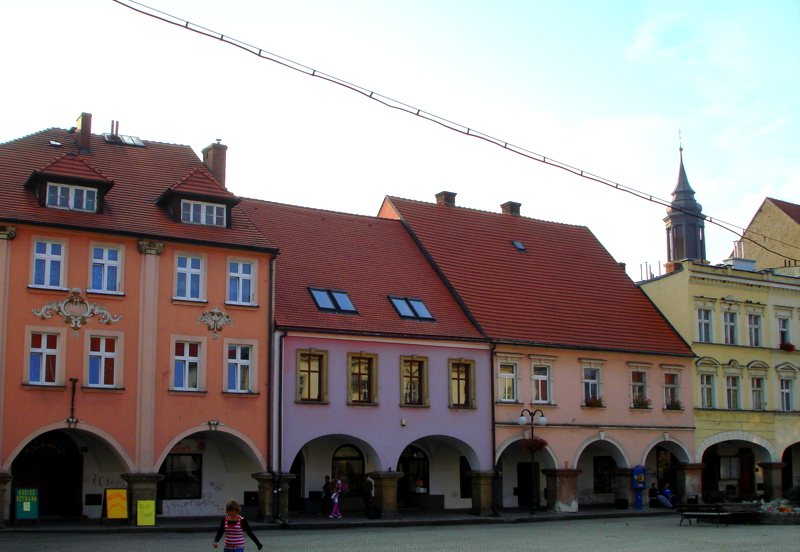
Kamienice z podcieniami na rynku w Lubawce

Do wojewódzkiego rejestru zabytków wpisane są obiekty:
- miasto,
- kościół par. pw. Wniebowzięcia NMP,
- kościół pomocniczy pw. św. Anny,
- kaplice w zespole Kalwarii Lubawskiej, na Świętej Górze,
  - kaplica św. Anny, poł. XIX
  - kaplica Ostatniej Wieczerzy, 1892
  - kaplica Koronowania Chrystusa, poł. XIX
  - kaplica Matki Boski Bolesnej, 1866
  - kaplica Grobu Pańskiego, poł. XIX
  - kaplica Zmartwychwstania, 1902
- plebania z XVIII w.,
- ratusz, wzniesiony w latach 1723–1726,
- dom przy ul. Kamiennogórskiej 11, z 1736 r.
- kamienice, XVII – XVIII wieczne w rynku,
- dom przy ul. Wodnej 28, z XVIII w.,
- zespół rezydencji opackiej na Podlesiu (Ulanowice):
  - kościół pw. św. Krzysztofa,
  - pałac, obecnie dom mieszkalny nr 22, z 1687 r., przebudowany k. XVIII w.,
  - oficyny,
  - budynki inwentarskie,
- willa z parkiem, ul. Podlesie 25, z 1903 r.

inne zabytki:
- Kościół ewangelicki Imienia Krzyża Chrystusa

## Sport i kultura
W Lubawce działa Miejski Klub Sportowy Orzeł Lubawka, założony w 1946 niegdyś wielosekcyjny, dziś posiadający tylko sekcję piłki nożnej.
Za organizację większości wydarzeń sportowych i kulturalnych na terenie gminy odpowiada Miejsko-Gminny Ośrodek Kultury. Do połowy lat 90. XX wieku odbywał się doroczny Festiwalu Teatrów Ulicznych. Od wielu lat na rynku miejskim odbywają się Dni Lubawki. Od 2015 roku jest to impreza jednodniowa odbywająca się pod nazwą Święto Miasta Lubawka – Lubawka da się lubić!. W 2018 roku powrócono do imprezy dwudniowej. Edycja odbyła się pod hasłem: Gmina Lubawka – Okolica w której się zakochasz.
W Lubawce na zboczu wzniesienia Krucza Skała w Górach Kamiennych (Górach Kruczych) znajduje się Skocznia narciarska na Kruczej Skale. Jej punkt konstrukcyjny usytuowany jest na 85. metrze.

## Wspólnoty wyznaniowe

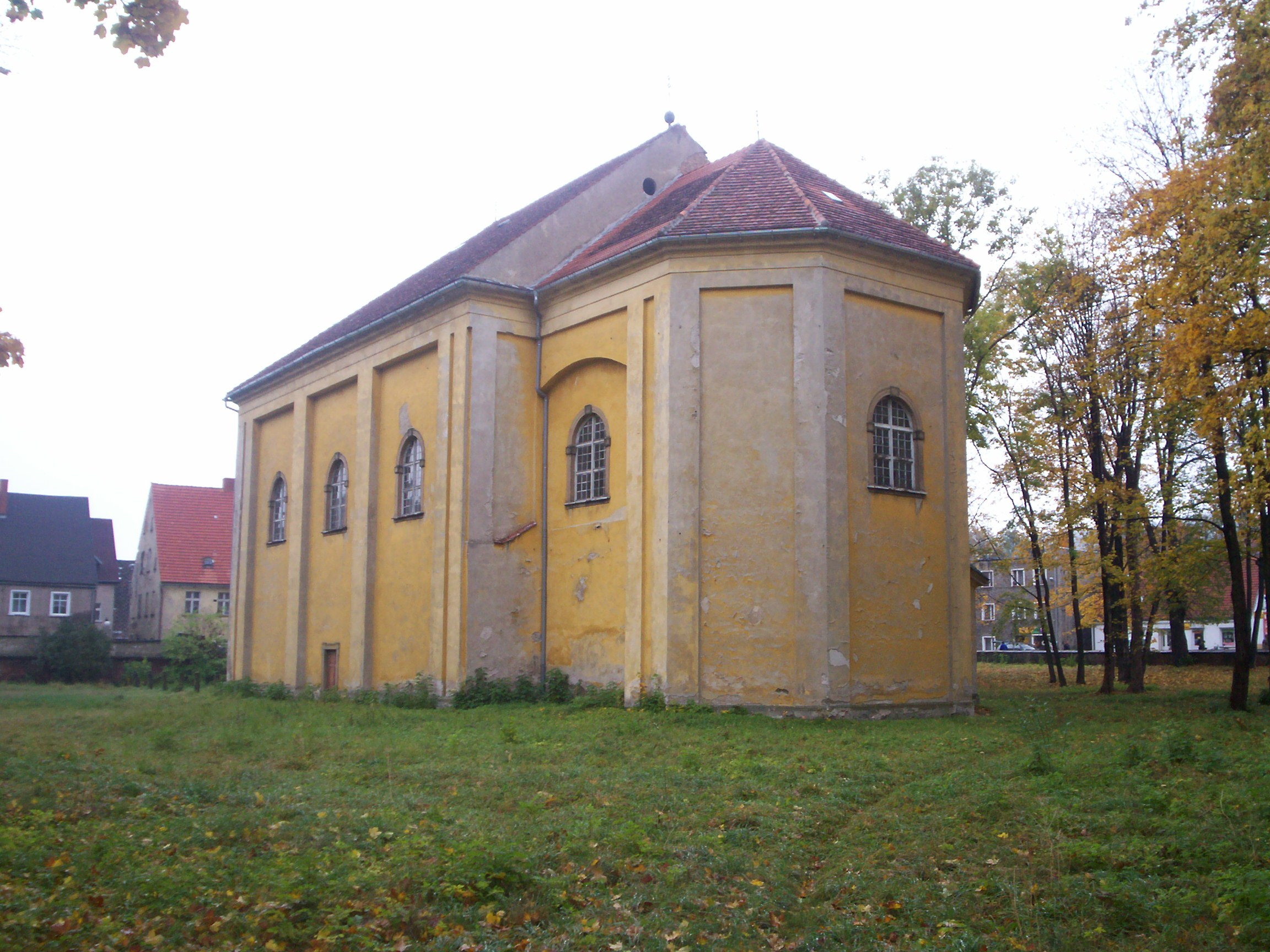
Kościół pomocniczy pw. św. Anny

Na terenie miasta działalność duszpasterską prowadzą:
- Kościół rzymskokatolicki:
  - Parafia Wniebowzięcia Najświętszej Maryi Panny w Lubawce
- Kościół Polskokatolicki:
  - Parafia Matki Bożej Wniebowziętej
- Kościół Starokatolicki:
  - Parafia Najświętszego Serca Pana Jezusa

## Demografia
Dane z 30 czerwca 2015.
| Opis                              | Ogółem | Ogółem | Kobiety | Kobiety | Mężczyźni | Mężczyźni |
| --------------------------------- | ------ | ------ | ------- | ------- | --------- | --------- |
| Jednostka                         | osób   | %      | osób    | %       | osób      | %         |
| Populacja                         | 6 188  | 100    | 3 248   | 52,5    | 2 940     | 47,5      |
| Gęstość zaludnienia [mieszk./km²] | 275,6  | 275,6  | 144,6   | 144,6   | 131       | 131       |

Wykres demograficzny wykonany na podstawie strony https://demografia.stat.gov.pl/BazaDemografia/Tables.aspx oraz książki pt. „Lubawka – monograficzna historia miasta”.
Piramida wieku mieszkańców Lubawki w 2014 roku.

## Transport i komunikacja
29 grudnia 1869, dzięki uruchomieniu jednotorowej linii kolejowej Kamienna Góra-Královec o długości 12,5 km (ze stacją Lubawka), miasto uzyskało połączenie kolejowe z resztą Dolnego Śląska. W sierpniu 1921 linia została zelektryfikowana. W styczniu 1945 zdemontowano sieć trakcyjną. W lipcu 2008 przywrócono na niej sezonowe przewozy pasażerskie – pociągi kursują wyłącznie w weekendy. Od 2019 roku pociągi kursują przez cały rok, łącząc Sędzisław z Trutnovem i Královcem.

## Szlaki turystyczne
- Mysłakowice – Bukowiec – Szarocin – Lubawka – Krzeszów – Sokołowsko
- Przełęcz Okraj – Lubawka – Krzeszów – Mieroszów
- Średniak – Niedamirów – Lubawka – Chełmsko Śląskie[13]

## Miasta i gminy partnerskie
- Žacléř
- Adršpach
- Gmina Ustka[14]